# 王耘农
王耘农（1953年—），重庆人，汉族，中华人民共和国政治人物、第十一届全国人民代表大会重庆地区代表。
毕业于重庆市委党校函授学院法律专业，是中共党员。担任重庆市审计局局长、党组书记。2008年起担任全国人大代表。